# Mali Wu

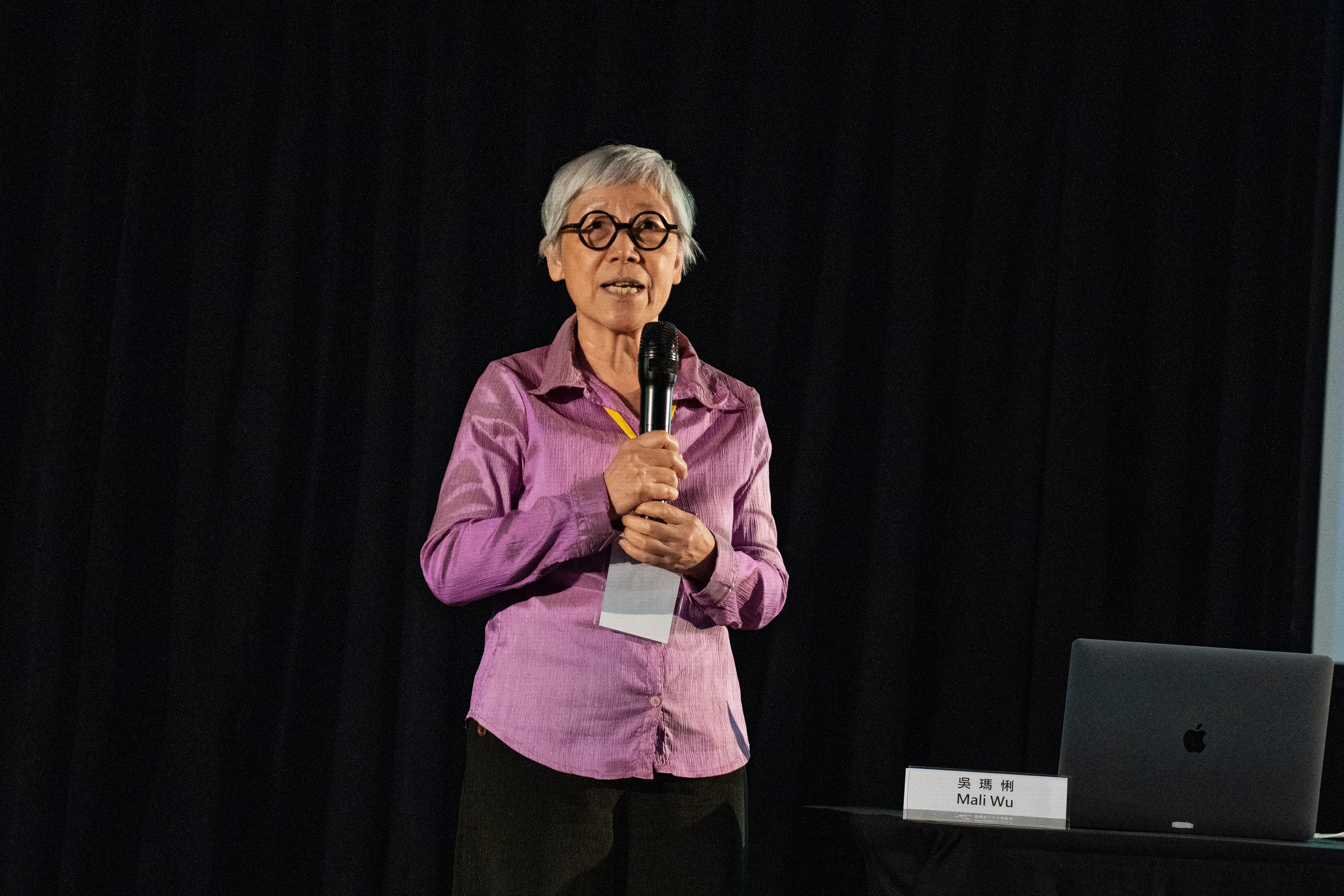
Mali Wu (2025)

Mali Wu (chinesisch 吴玛悧; * 1957 in Taipeh) ist eine taiwanische Installations- und Konzeptkünstlerin.

## Biografie
Nach einem Collegeabschluss in Deutscher Literatur an der Tamkang-Universität kam sie Anfang der 1980er Jahre zunächst nach Wien, dann ab 1982 nach Deutschland an die Kunstakademie Düsseldorf und besuchte dort die Klasse von Günther Uecker. 1985 ging sie wieder nach Taiwan. 1995 hatte sie eine Gruppenausstellung Balanceakte in der Ifa-Galerie Bonn des Instituts für Auslandsbeziehungen. Im gleichen Jahr war sie auf der 46. Biennale di Venezia (Palazzo delle Prigioni) vertreten mit der Installation Library, ebenso dort 1997 in der Ausstellung Segmentation / Multiplication mit Fang Marvin Minto und Tsong Pu. 1998 war sie im Bonner Frauenmuseum in der Ausstellung „Die Hälfte des Himmels“ mit der Videoarbeit Geschichte der Frauen von Hsing-Chang vertreten. 
Wu Mali gilt als „Patin“ der sozial engagierten Kunst Taiwans. Seit den 1990er Jahren produzierte sie eine Reihe von einflussreichen Projekten, darunter (gemeinsam mit dem Bamboo Curtain Studio) Art as Environment — A Cultural Action at the Plum Tree Creek, das 2013 mit dem Taishin Arts Award ausgezeichnet wurde. Neben ihrer künstlerischen Tätigkeit leitete sie die Übersetzung von Suzanne Lacys Mapping the Terrain: New Genre Public Art und Grant Kesters Conversation Pieces: Gemeinschaft und Kommunikation in der modernen Kunst ins Chinesische. 2007 organisierte sie die Konferenz Art and Public Sphere: Working in Community („Kunst und Öffentlichkeit: Arbeiten in der Gemeinschaft“) und redigierte später einen gleichnamigen Band, um örtliche Praktizierende, Theoretiker und Beamte zu vereinen. Sie leitet das Graduierteninstitut für interdisziplinäre Kunst an der National Kaohsiung Normal University (NKNU) in Kaohsiung. 2014 kuratierte sie eine große Ausstellung mit dem Titel Art as Social Interaction, die sozial engagierte Projekte von 30 Künstlern und Gruppen aus Taiwan und Hongkong präsentierte. Sie ist auch beim Aufbau regionaler Netzwerke aktiv.
2018 war sie Mitkuratorin der 11. Taipei Biennial.